# Anglès (Tarn)
 Anglès  (Angles en occitan) es una población y comuna francesa, ubicada en la región de Mediodía-Pirineos, departamento de Tarn, en el distrito de Castres y cantón de Anglès.

## Demografía
| 911 | 934 | 667 | 649 | 588 | 563 |
| Para los censos de 1962 a 1999 la población legal corresponde a la población sin duplicidades (Fuente: INSEE [Consultar]) |     |     |     |     |     |